# Madagascara seyrigi
Madagascara seyrigi är en tvåvingeart som beskrevs av Lindner 1936. Madagascara seyrigi ingår i släktet Madagascara och familjen vapenflugor.
Artens utbredningsområde är Madagaskar. Inga underarter finns listade i Catalogue of Life.